# Phil Meyer

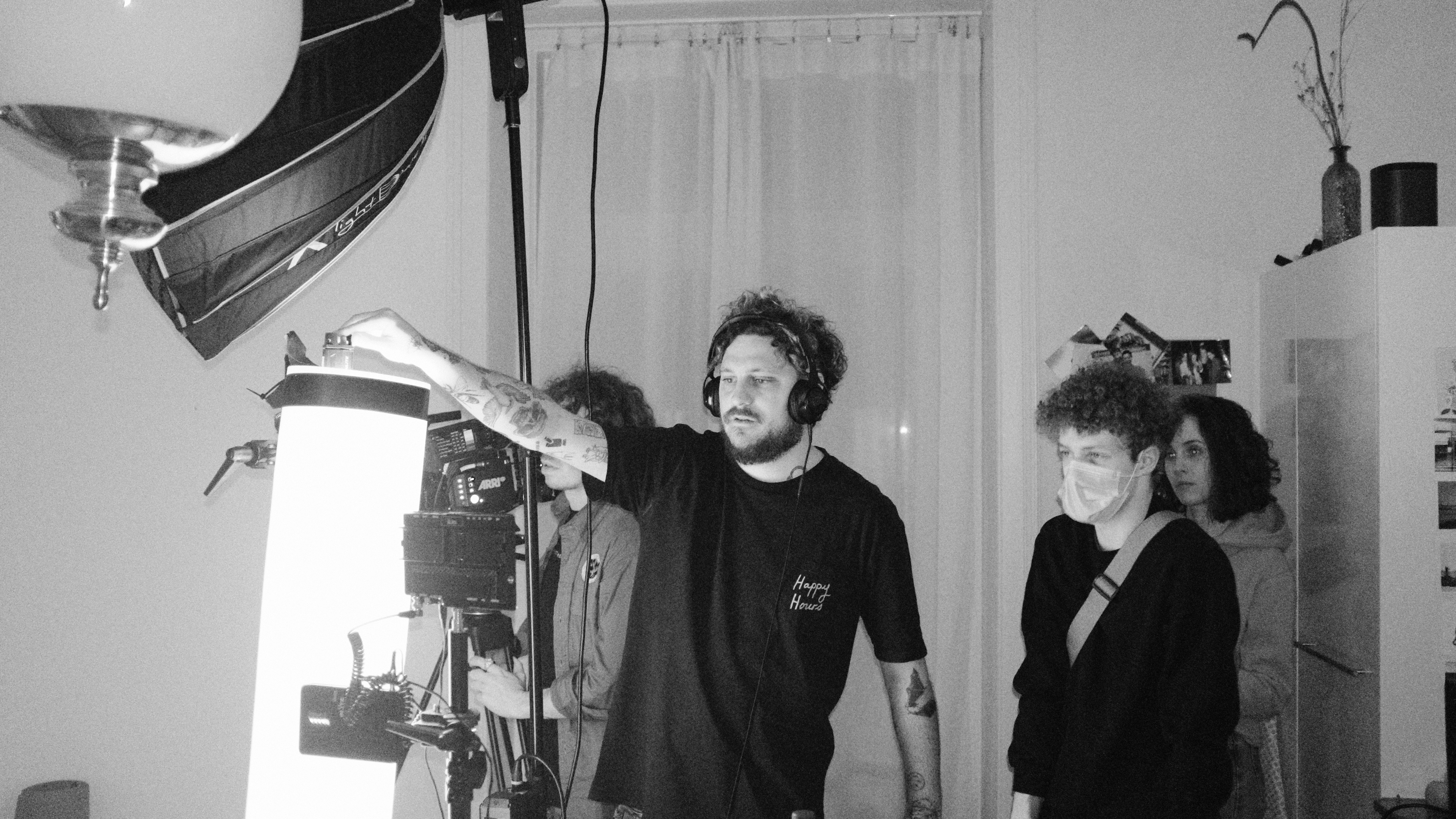
Phil Meyer (2021)

Philip „Phil“ Meyer (* 30. Januar 1990 in Australien) ist ein Schweizer Filmregisseur.

## Leben
Phil Meyer kam in Australien zur Welt und ging in der Schweiz zur Schule. Von 2013 bis 2016 studierte er Film an der Hochschule Luzern (HSLU). Sein Abschlussfilm Online Underground, der vom SRF finanziert wurde, porträtiert den Musiker Mimiks und das DJ-Duo Animal Trainer.
Nach ersten Erfahrungen im Dokumentar- und Werbefilmbereich spezialisierte sich Meyer als freischaffender Regisseur. 2019 gründete er gemeinsam mit einem Partner das Regie- und Kamera-Duo Phil and Jones. Im selben Jahr wurde er mit dem Gold-Edi in der Kategorie Branded Content für das Projekt Swisscom Clash ausgezeichnet, das in Zusammenarbeit mit Stories AG entstand.
2024 feierte Meyer mit seinem Debüt-Kinodokumentarfilm Typisch Emil – Vom Loslassen und Neuanfangen über den Komiker Emil Steinberger einen grossen Erfolg. Der Film wurde am Zurich Film Festival uraufgeführt, gehörte zu den erfolgreichsten Schweizer Kinoproduktionen des Jahres und wurde unter anderem mit dem Prix Walo für die beste Schweizer Filmproduktion sowie dem Innerschweizer Filmpreis ausgezeichnet.

## Filmografie
- 2015 Ein Ort wie dieser
- 2016 Online Underground
- 2020 Gedanken
- 2020 Voicemail
- 2020 Swisscom Clash
- 2024 Typisch Emil - Vom loslassen und Neuanfangen (mit Emil Steinberger)

## Festivalteilnahmen
- 2015 Filmfestival Locarno
- 2015 Upcoming Filmmakers Luzern
- 2015 XIV St. Petersburg International Festival
- 2015 Tyre Int. Short Film Festival
- 2015 Roma Cinema Doc
- 2015 TMFF The Monthly Film Festival
- 2015 Show Me Justice Filmfestival USA
- 2016 Proxy Act Filmfestival London
- 2016 Int. documentary lm festival Moscow
- 2016 Human District Festival Vuka Belgrade
- 2016 Docu TIFF Tirana
- 2016 13th Frames Film Festival
- 2016 Doc Sunback Film Festival
- 2016 Barcelona Planet Film Festival
- 2016 Int. Open Film Festival (IOFF) – Finalist
- 2016 Eröffnungsfilm Kurzfilmnacht Luzern
- 2020 CoVideo Filmfestival
- 2020 From Home Filmfestival
- 2020 Flickfair Filmfestival
- 2021 GRACE! International Film Festival
- 2024 Zürich Film Festival
- 2025 Solothurner Filmtage
- 2025 Internationales Filmfest Emden-Norderney

## Auszeichnungen
- 2019 Gold Edi, Branded Content (Swisscom Clash)
- 2025 Innerschweizer Filmpreis
- 2025 Prix Walo Filmproduktion